# 太平 (柔然)
太平（485年-491年）是柔然的君主伏名敦可汗豆崙的年號，共计7年。
闞氏高昌闞首歸用此年號（485年-488年）。

## 纪年
| 太平 | 元年  | 二年  | 三年  | 四年  | 五年  | 六年  | 七年  |
| ---- | ----- | ----- | ----- | ----- | ----- | ----- | ----- |
| 公元 | 485年 | 486年 | 487年 | 488年 | 489年 | 490年 | 491年 |
| 干支 | 乙丑  | 丙寅  | 丁卯  | 戊辰  | 己巳  | 庚午  | 辛未  |

## 同期存在的其他政权年号
- 永明（483年正月—493年十二月）：南朝齊齊武帝萧赜的年号
- 興平（486年）：唐寓之的年号
- 太和（477年正月-499年十二月）：北魏政权北魏孝文帝元宏年号
- 建初（489年-491年）：高昌政权年号

## 參看
- 中国年号索引
  - 其他使用太平年號的政權
- 蒙古年号列表